# 하비 산 마르틴
하비 산 마르틴 벨더레인(Xabi San Martín Beldarrain, 1977년 5월 20일 ~ )은 라 오레하데 반 고흐를 실질적으로 이끌고 있는 그룹의 리더다. 그는 공연이나 음반녹음을 하게 될 경우의 파트는 건반이며 라 오레하 데 반 고흐의 노래는 거의 전부 그가 작사, 작곡을 하며 라 오레하 데 반 고흐의 실질적인 관리를 한다.

## 밴드결성
하비 산 마르틴은 단지 음악을 좋아해서 친구들을 모았는데 그 결과 기타의 파블로 베네기스, 베이스기타의 알바로 푸엔테스, 드럼의 하리츠 가르테의 멤버들을 모았다. 그 이후 전문 보컬의 필요성을 절감하여 대학 친구인 아마이아 몬테이로를 설득하여 라 오레하 데 반 고흐의 음악활동에 그녀를 끌어들였다.

## 라 오레하데 반 고흐
하비 산 마틴이 이끄는 라 오레하 데 반 고흐는 음악을 좋아해서 각종 공연을 즐겼고 그 와중 라틴 그래미에 출전했는데 발군의 실력을 선보여 그래미상을 수상함과 동시에 정식으로 가수로서 데뷔하게 되었다. 그 이후 Rosas가 폭발적인 인기를 끌자 라 오레하 데 반 고흐는 세계적인 명성을 가진 가수로 거듭났다.
하지만 아마이아 몬테이로의 갑작스러운 탈퇴로 인하여 라 오레하 데 반 고흐는 해체위기에까지 몰리게 되었고 하비 산 마틴은 보컬을 구하기 위해 동분서주하는 도중 Factor-X라는 쇼프로그램의 게스트로 초대받았는데 거기서 레이레 마르티네스를 발굴하게 되어 보컬로 키웠다. 보컬을 레이레 마르티네스로 바꾼 이후에 라 오레하 데 반 고흐는 가수로서 활동을 재개했고 레이레 마르티네스로 보컬을 바꾼 이후에도 가수로서 승승장구하는 것은 여전했다. 탈퇴해나간 아마이아 몬테이로보다도 더 인기를 끌고 있는 점을 감안한다면 하비 산 마틴의 밴드관리능력, 작사 및 작곡능력이 가히 발군의 기량이라 평가할 수 있다.

## 기타
- 그는 항상 면도를 깔끔하게 하고 다니다가 30살 이후부터 수염을 기르기 시작했다.
- 그의 취미는 자신의 친구이며 스페인의 시인인 파블로 베네기스가 쓴 시에 곡을 붙이는 것이다. 그런데 이렇게 만들어진 노래가 라 오레하 데 반 고흐의 싱글이 되고 있다.